# Westborough and Dry Doddington
Westborough and Dry Doddington est une paroisse civile du Lincolnshire, en Angleterre.